# Yushan
El mont Yushan (xinès: 玉山; pinyin: Yù Shān; literalment, muntanya de jade), també conegut com a mont Jade o mont Yu, és un volcà i la muntanya més elevada de Taiwan amb 3.952 m.s.n.m, convertint Taiwan amb la quarta illa més elevada del món. El nom obsolet de mont Morrison va ser emprat en honor del capità del vaixell SS Alexander, W. Morrison, el primer occidental en veure la muntanya.
A l'hivern el Yushan sol estar cobert de neu espessa, fet que li dona un aspecte brillant com el jade. El Yushan, i les muntanyes circumdants pertanyen a la serralada de Yushan, que pertany al Parc Nacional de Yushan. El parc nacional és el més gran de Taiwan i també el menys accessible; es caracteritza pels seus boscos i la seva fauna, la qual inclou algunes espècies endèmiques.
El Yushan és el pic més elevat de tota la serralada, i també el punt més alt de tot el Pacífic occidental, exceptuant la península de Kamtxatka. El volcà inicialment es trobava al mar, però va ser elevat a conseqüència de la subducció de la placa filipina a sota de l'eurasiàtica.

## Geografia i geologia
L'illa de Taiwan està situada a la intersecció de dues plaques tectòniques: l'Eurasiàtica i la de les Filipines. A finals del Paleozoic (fa uns 250 Ma), la zona era un fons marí sedimentari cobert de llims i sorres. Abans de la subducció, qual les plaques van començar a col·lidir, es varen formar les muntanyes de més de 3000 m en una illa relativament petita com és Taiwan.
El Yushan és el punt més elevat del Tròpic de Càncer i l'únic punt d'aquesta latitud en el qual es tenen evidències de l'existència de glaceres quaternàries. Fa només 17.000 anys, els casquets de gel permanent existien en les muntanyes més altes de Taiwan i s'estenien degut al clima humit fins als 2.8000 metres. Actualment les glaceres més properes al Tròpic de Càncer es troben a Mèxic (volcà Iztaccíhuatl).

## Flora i fauna
Taiwan, amb el Tròpic de Càncer al centre de l'illa, té un clima entre tropical i subtropical. La temperatura mitjana és de 23,5 °C. A Taiwan, les zones amb una baixa elevació presenten boscs perennes de fulla ampla. A mesura que augmenta l'elevació, els boscs perennes són substituïts per boscs caducifolis i de coníferes. Els cims de les muntanyes, amb condicions alpines, presenten molses, marcantiofitins i prats.
Tots els rangs de vegetació anteriorment descrits es poden trobar al Yushan, des de turons amb baixa elevació fins al cim, amb una diferència entre ells de 3,6 km. Com a conseqüència de les grans variacions climàtiques i de vegetació, aquest és un dels entorns amb major diversitat de tota l'illa.
Estudis preliminars revelen que hi viuen unes 130 espècies d'aus, 28 de mamífers, 17 de rèptils, 12 d'amfibis i 186 de papallones al parc nacional. Alguns acadèmics anomenen a la zona com a arca, per la quantitat d'espècies rares que hi alberga, amb fins a un terç de les espècies endèmiques de Taiwan com ara:
- El serau de Taiwan
- El muntjac de Reeves
- L'Ursus thibetanus formosanus
- L'Urocissa caerulea
- El macaco de Taiwan
- El Hemimyzon taitungensis

## Història
El Yushan va ser observat per primer cop pels occidentals l'any 1857. W. Morrisson, capità del vaixell de càrrega SS Alexander, va veure la muntanya sortint del port d'Anping, actual Anping, Tainan. Va escriure l'aguaitament al registre naval, fet pel qual la muntanya va rebre el nom de mont Morrisson en els països occidentals.
L'any 1900, durant el govern japonès, dos antropòlegs, Torii Ryuzo i Ushinosuke Mori, van ser els primers en coronar la muntanya. Li donaren a la muntanya el nom de Niikatayama (新 高山) o mont Niitaka, literalment la nova muntanya alta, ja que era fins i tot més alta que el mont Fuji. El 1937 el Niitakayama va ser designat com a part del Parc Nacional de Niitaka Arisan (新 高阿里山 国立 国立 公園). El nom de la muntanya en japonès va utilitzar-se com a codi secret per a l'atac a Pearl Harbor. El codi va ser Niitakayama Nobore, és a dir, pujar a la nova muntanya alta. Durant l'ocupació japonesa, al parc hi vivia una tribu aborigen, els Bunun. Actualment s'hi poden trobar diferents vestigis, així com mostres de la resistència contra l'ocupació japonesa.
L'any 1966 sota el govern de la República de la Xina i abans de la democratització, una gran estàtua de bronze de Yu Yourem es va situar al cim. L'estàtua va romandre allà fins que el 1996 uns activistes de la independència de Taiwan van tallar-la i llençar-la per un barranc.
Els últims anys, el Yushan ha tingut un paper important en la identitat de Taiwan, i s'ha convertit en una icona del país. El Yushan apareix, des del 2005, en els bitllets de 1.000 nous dòlars de Taiwan. El 2007, un asteroide descobert per l'Observatori Lulin de la Universitat Nacional Central va rebre el nom de la muntanya: Yushan.

## Galeria

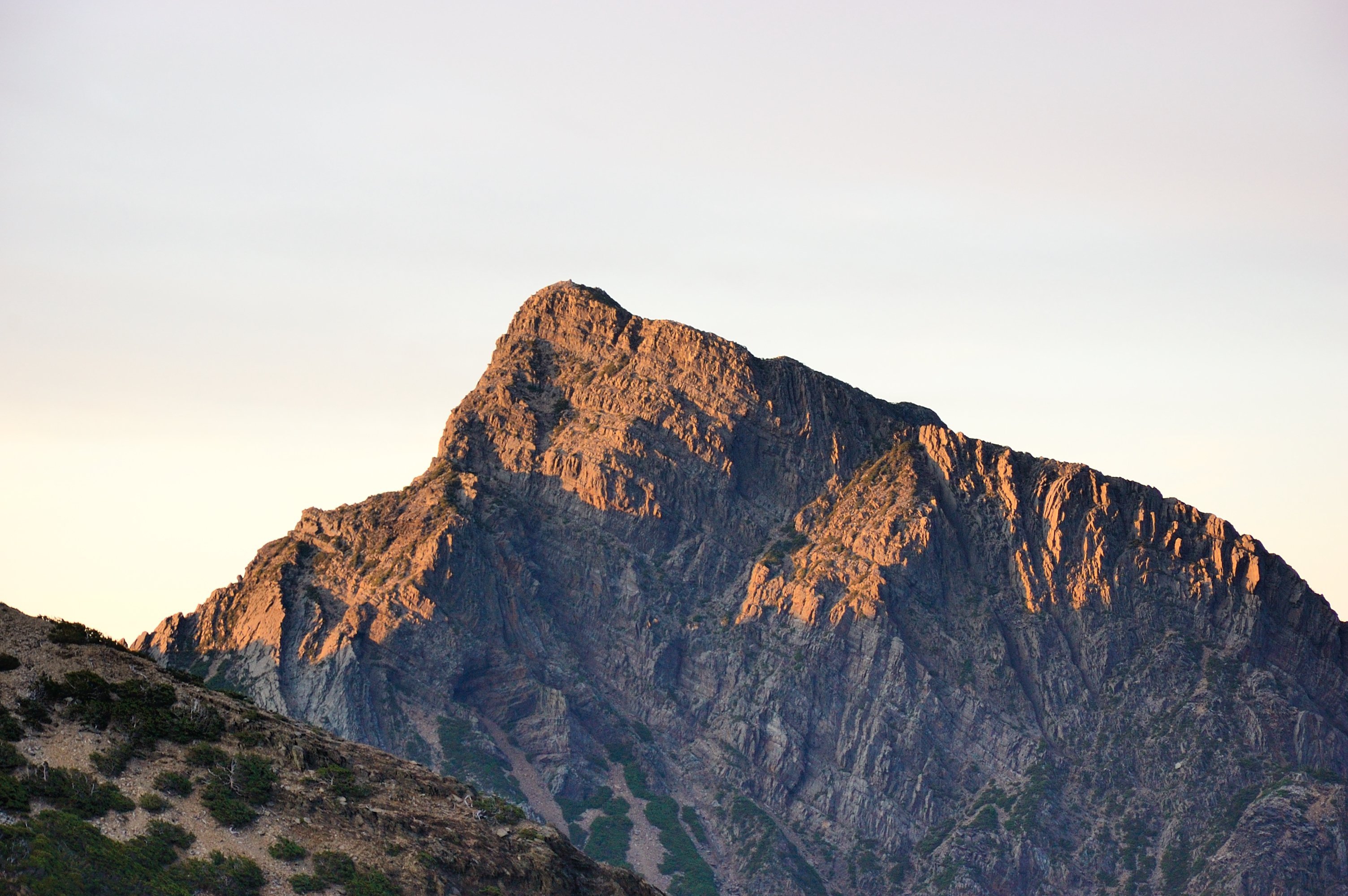
El Yushan (玉山)
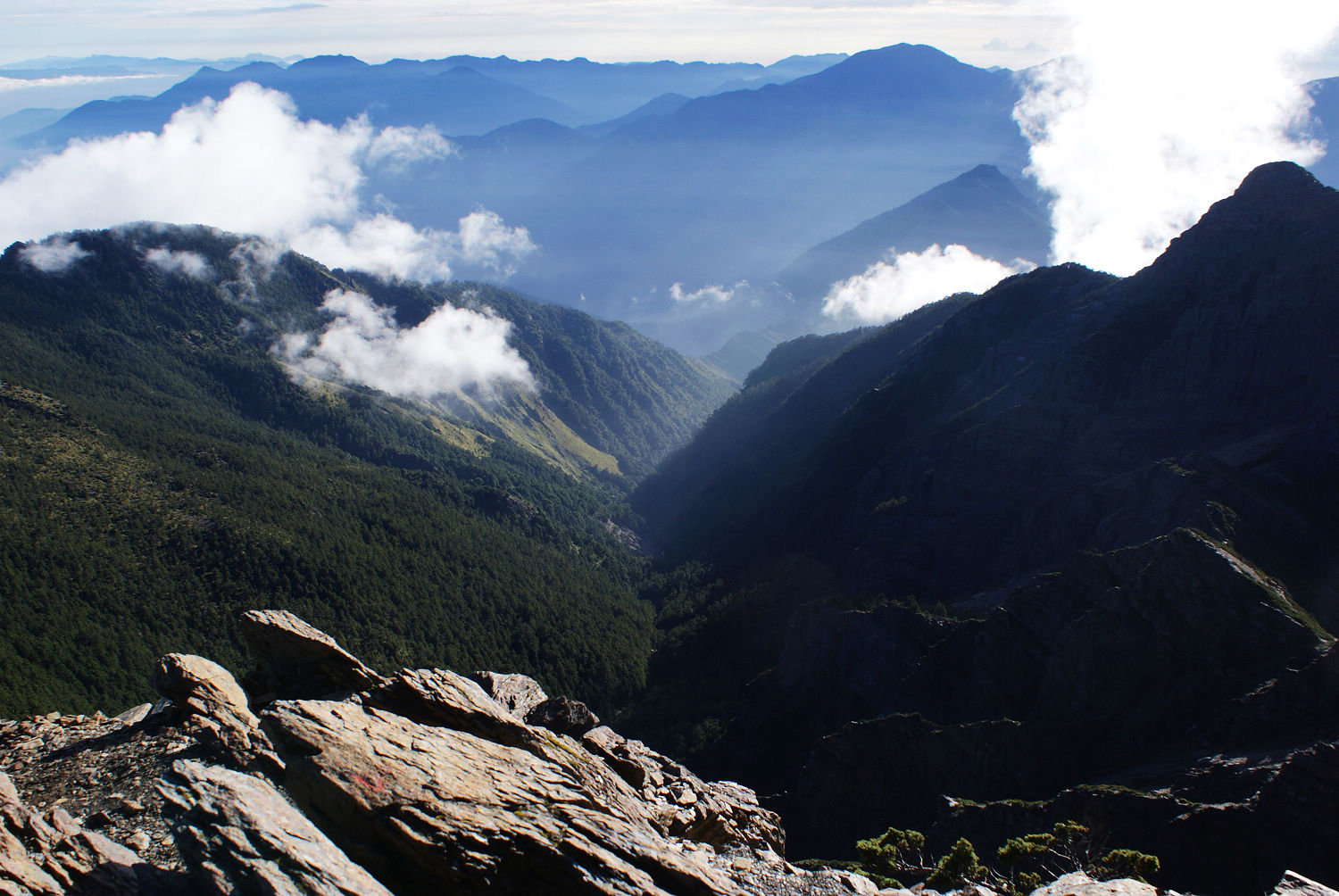
Riu Laonung al nord-est del Yushan
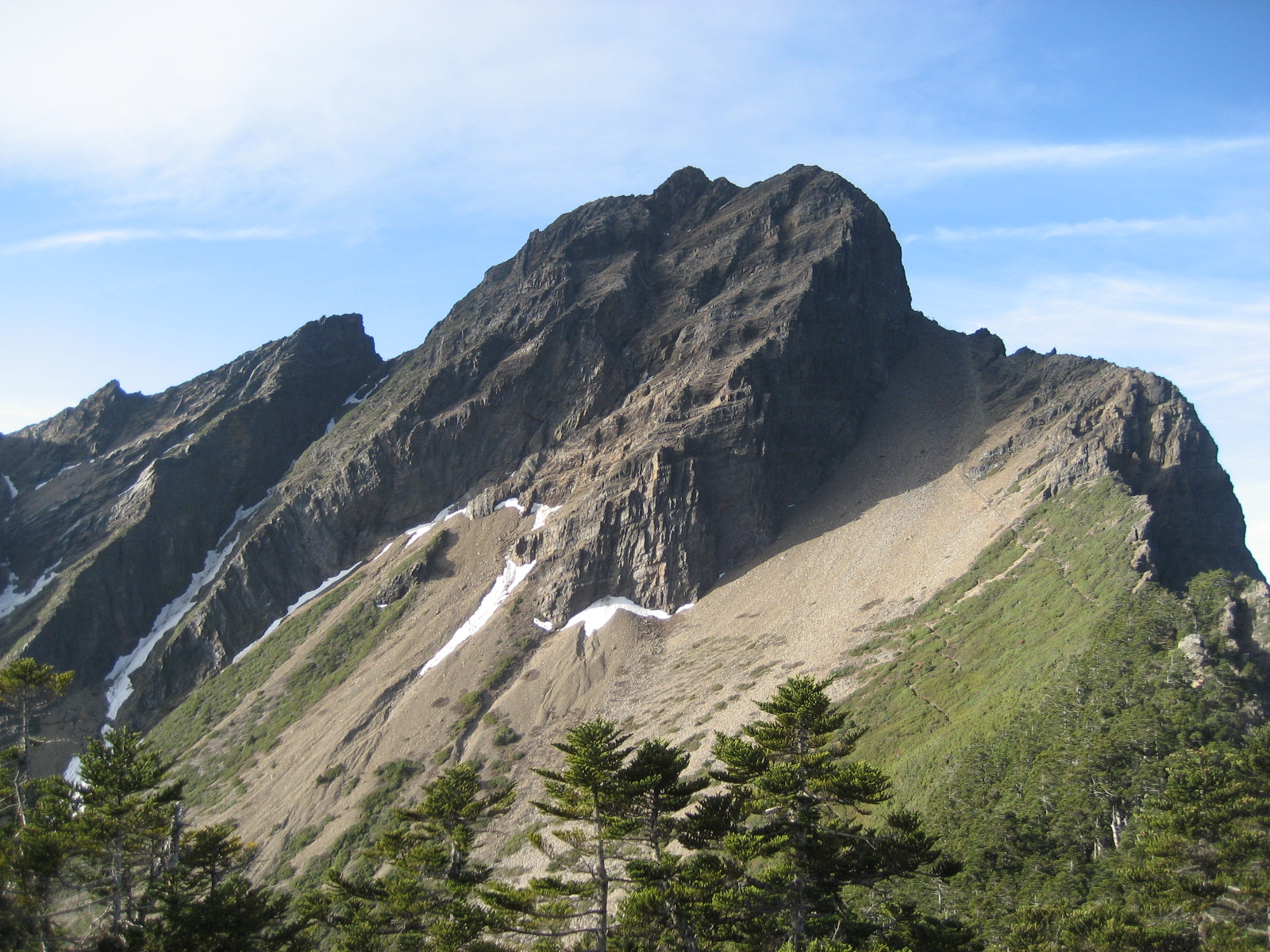
El Yushan
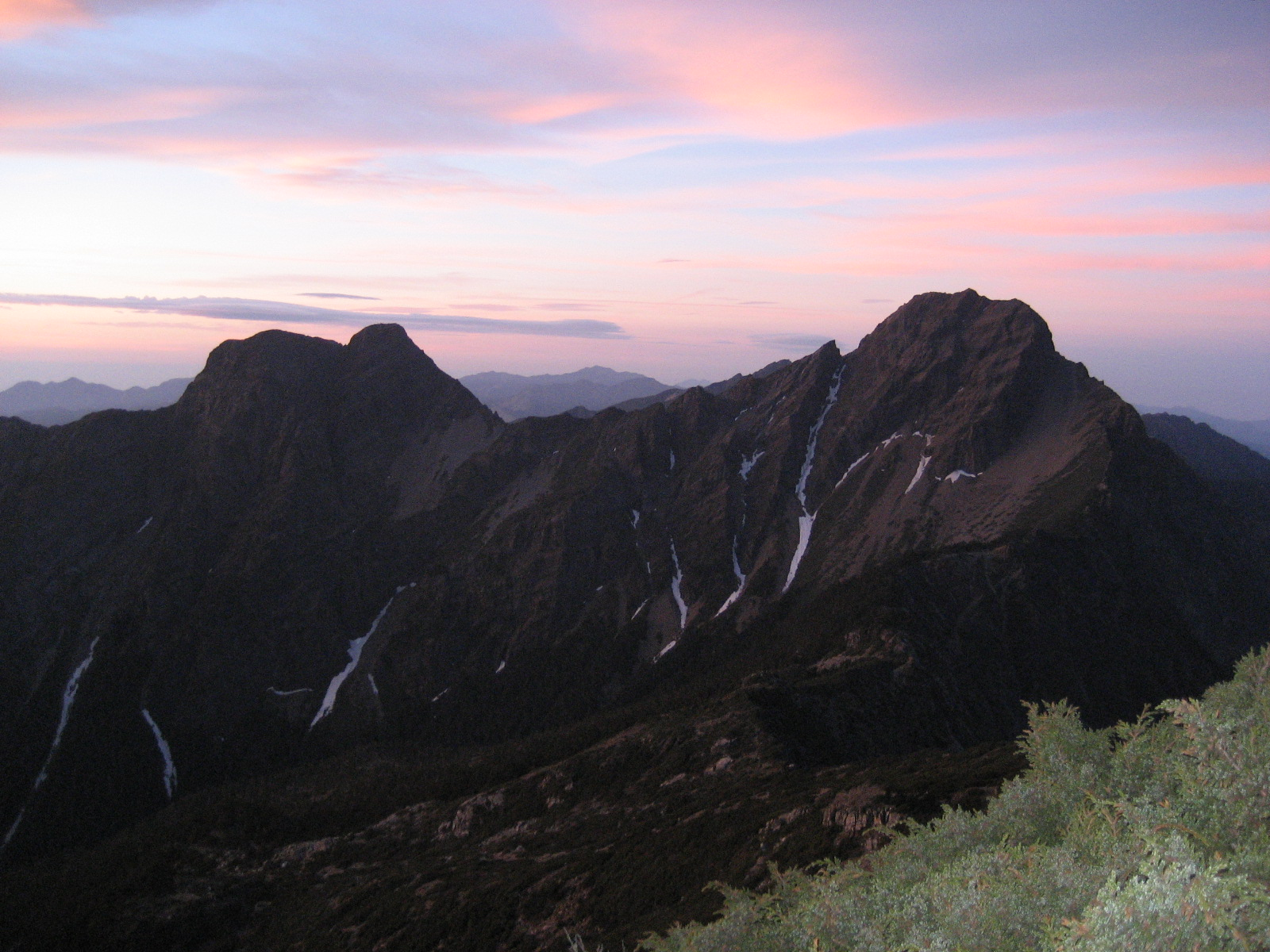
El Yushan al vespre